# Kalervo Tuukkanen

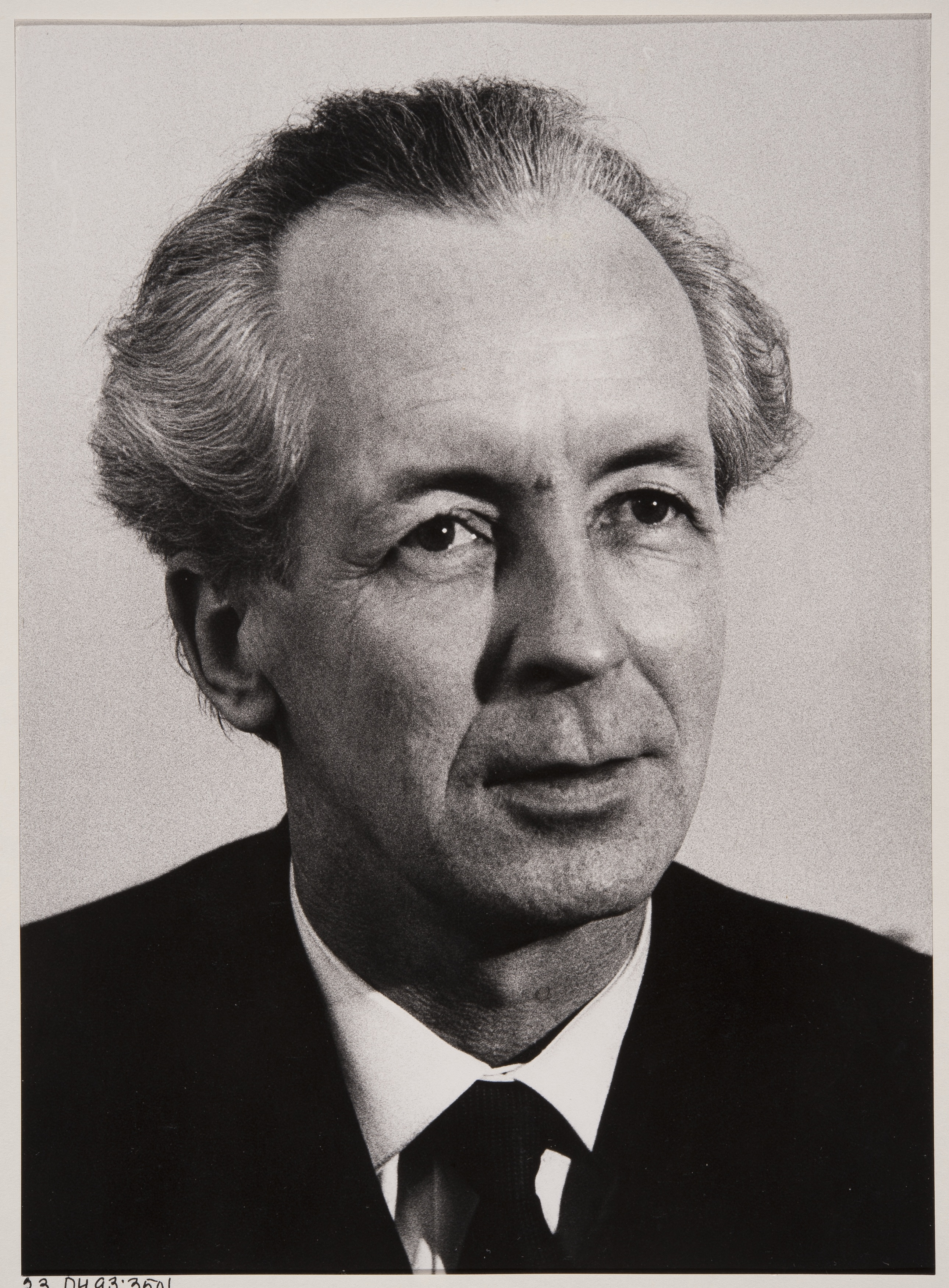
Kalervo Tuukkanen i slutet av 1950-talet.

Kalervo Tuukkanen, född 14 oktober 1909 i S:t Michel, död 12 juli 1979 i Helsingfors, var en finländsk kompositör och orkesterledare.

## Biografi
Tuukkanen studerade vid musikkonservatoriet och universitetet i Helsingfors och blev filosofie magister 1934. Åren 1935–1938 var han lärare i musikhistoria vid Viborgs musikinstitut och senare en tid kapellmästare i Björneborg.
Som kompositör företrädde Tuukkanen en utpräglat nationalromantisk riktning. Han gjorde i sin produktion som kompositör fem symfonier, en opera, symfoniska dikter, solokonserter och enskilda orkesterverk. Han gav också ut en monografi över sin lärare i komposition, Leevi Madetoja (1947), samt några essäsamlingar.
År 1948 vann han en silvermedalj i konsttävlingar i de Olympiska spelen i London för sin Karpunpyynti (”Björnjakt”) för kör och orkester.

### Uppslagsverk
- Bra Böckers lexikon, 1980.
- Tuukkanen, Kalervo i Uppslagsverket Finland (webbupplaga, 2012). CC-BY-SA 4.0